# Phenomenon
Phenomenon är det brittiska rockbandet UFOs tredje studioalbum och en milstolpe inom hårdrock. Originalplattan utgavs som LP i maj 1974. Inför utgivandet hade gitarristen Mick Bolton ersatts av den tyske f.d. Scorpions gitarristen Michael Schenker. Gruppens stil förändrades samtidigt kraftigt. UFO:s tidiga album präglades till stor del av mycket långa låtar (som "Flying" och "Prince Kajuko") med utdragna solon, och en stil som låg någonstans mellan psykedelisk rock och tidig hårdrock. 
Men Phenomenon utgjorde, om inte starten, så väl influenserna till "the second wave of British Heavy Metal". Ett något missvisande namn, eftersom den andra hårdrocksvågen var långt mer än enbart brittisk. Under senare halvan av 70-talet hade t.ex. Judas Priest, irländska Thin Lizzy, australiensiska AC/DC och tidigare omnämnda tyska Scorpions producerat åtskilliga album var, men dessa gruppers verkliga genombrott kom inte förrän punken mer eller mindre kollapsat, hösten 1980. 
Det är främst den tunga, men samtidigt melodiösa och förhållandevis långsamma "Doctor Doctor" som gjort just detta album till ett långt viktigare rockhistoriskt album än vad de dåtida försäljningssiffrorna antyder. Att låten haft stor influens på många av de hårdrocksband som slog igenom på riktigt från hösten 1980 bekräftas av att den senare framförts av grupper som Iron Maiden och Michael Schenker Group m.fl. Att hårdrocksband gör covers är i sig inte unikt, men då handlar det vanligen om "inlån från annan musikstil" (exempel som "Diamonds and Rust" från Joan Baez till Judas Priest och "the Loco-Motion" från Little Eva till Grand Funk Railroad etc) Att hårdrocksband däremot gör covers på andra hårdrocksband är tämligen unikt. För UFO:s egen del anses även "Rock Bottom" viktig.

## Låtlista
Samtliga låtar skrivna av Michael Schenker och Phil Mogg, om inte annat anges.
Sida 1
1. "Oh My" (Schenker, Mogg, Pete Way, Andy Parker) - 2:28
2. "Crystal Light" - 3:48
3. "Doctor Doctor" - 4:13
4. "Space Child" - 4:01
5. "Rock Bottom" - 6:32

Sida 2
1. "Too Young to Know" (Way, Mogg) - 3:10
2. "Time on My Hands" - 4:12
3. "Built for Comfort" (Willie Dixon) - 3:08
4. "Lipstick Traces" (Schenker) - 2:21
5. "Queen of the Deep" - 5:44

## Medverkande
- Phil Mogg - sång
- Michael Schenker - gitarr
- Pete Way - bas
- Andy Parker - trummor